# Münchner Verkehrsgesellschaft
La Münchner Verkehrsgesellschaft (MVG) est la société exploitante des transports publics (réseaux de métro, de tramways et de bus) de la ville de Munich en Allemagne. La société MVG est une filiale de la Stadtwerke München (SWM), la société communale des services de Munich. C'est la seconde plus grande compagnie de transports municipaux en Allemagne.

## Historique

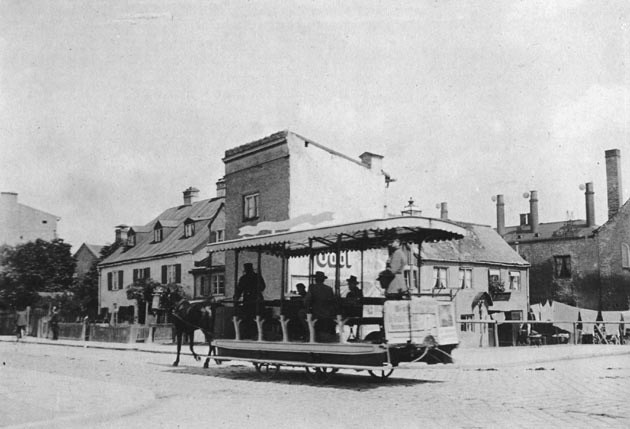
Tramway de Munich tracté par cheval en 1898

L'histoire de la Münchner Verkehrsgesellschaft débute le 21 octobre 1876 avec la mise en service des premiers tramways de Munich tractés par des chevaux,. 
En 1878, est fondée la Société anonyme des tramways de Munich qui est remplacée en 1882 par la Münchner trambahn-Aktiengesellschaft (MTAG : société par actions des tramways de Munich). Le premier tramway électrique est mis en service le 23 juin 1895. 
C'est en 1898 qu'apparaissent les premières lignes de bus et qu’est fondée la Motorwagen-Gesellschaft München (compagnie munichoise des véhicules à moteur).
La compagnie MTAG est reprise par la ville de Munich en 1907 et est nommée Städtische Straßenbahnen (tramways communaux). En 1919, la compagnie devient autonome, mais sous l’administration de la ville, et est renommée la Münchner Straßenbahnen (tramways de Munichs). 

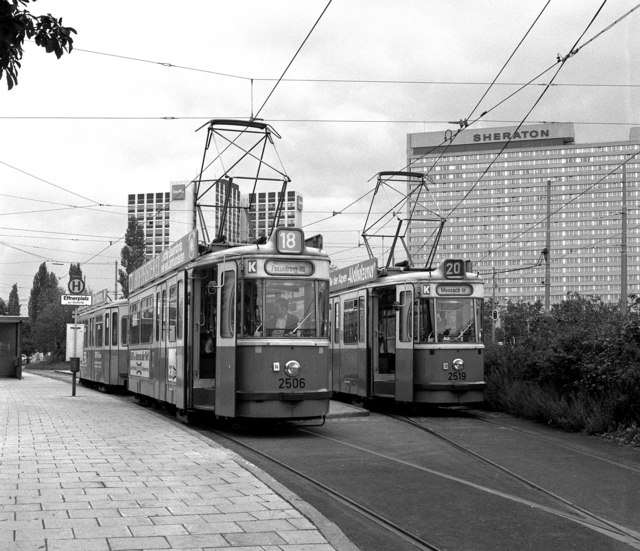
Tramways de Munich en 1982 à la station Effnerplatz

Après la guerre, en 1945, il ne reste que 20 lignes de tramways et seules 168 voitures de tramway, sur 444, sont encore opérationnelles. Ce n’est en 1956 qu'est construite la première nouvelle ligne de tramway après la guerre.
La construction du métro de Munich débute en 1965 et est inauguré en 1971, à l'occasion des Jeux olympiques  de Munich. C'est cette année-là qu'est fondée la société des transports de Munich, la Münchner Verkehrs- und Tarifverbund (MVV) qui gère et organise les transports de la ville de Munich. 
C'est en 1971 qu'est fondée société actuelle, la Münchner Verkehrsgesellschaft mbH (MVG).

## Réseau
La MVG exploite les réseaux de métro (U-Bahn), de tramway et de bus de la ville de Munich. 

### Métro
Le réseau du métro de Munich est constitué de six lignes de métro, d'une longueur totale de 95 km, et comporte 160 stations.

### Tramway
Le réseau du tramways de Munich est constitué de onze lignes, d'une longueur totale de 79 km, et comporte 164 arrêts.

### Bus
Le réseau de bus de la ville de Munich a une longueur de 454 km et comporte 913 arrêts.

## Exploitation
Les réseaux de la MVG sont gérés par la Münchner Verkehrs- und Tarifverbund (MVV) qui est l'Autorité organisatrice de transports de la ville de Munich.
En 2011, la MVG a transporté 522 millions de passagers. La fréquentation de chacun des réseaux, en million de passagers, est de 368 pour le métro, 99,5 pour le tramway et 178 pour le réseau de bus. 